# Narycia ranularis
Narycia ranularis är en fjärilsart som beskrevs av Edward Meyrick 1922. Narycia ranularis ingår i släktet Narycia och familjen säckspinnare. Inga underarter finns listade i Catalogue of Life.